# WONA
WONA (1570 AM) è una stazione radiofonica statunitense con licenza per servire Winona, USA, e attualmente posseduta dalla Southern Electronics Company.
Trasmette un format di musica country e un programma di news selezionate dalla AP Radio, a cui è affiliata.
Fondata nel 1958, le è stato assegnato l'indicativo di chiamata WONA dalla Federal Communications Commission  .